# Moxostoma albidum
Moxostoma albidum és una espècie de peix de la família dels catostòmids i de l'ordre dels cipriniformes que es troba a Mèxic.